# Hemitriakis leucoperiptera
Hemitriakis leucoperiptera Herre, 1923 è uno squalo marino appartenente alla famiglia dei Triakidae che vive nelle acque tropicali delle Filippine. Di colore grigio, presenta delle vistose macchie bianche sulle estremità delle pinne. Vive nelle aree costali, entro i 48 metri.